# Tran Nghe Tong
Trần Nghệ Tông, namn vid födseln (tên huý) Trần Phủ, född 1321, död 1394, var den nionde kejsaren av Trandynastin i Vietnam. Han regerade från 1370 till 1372. Under hans tid försvagades Vietnam samtidigt som Champariket i söder växte sig startade. Kung Che Bong Nga av Champa trängde 1371 upp i norra Vietnam och plundrade och brände huvudstaden Thang Long vilket var en stor förödmjukelse. Han efterträddes av sin bror Trần Duệ Tông.